# Fibularia
Fibularia is een geslacht van zee-egels, en het typegeslacht van de familie Fibulariidae.

## Soorten
- Fibularia cribellum de Meijere, 1903
- Fibularia japonica Shigei, 1982
- Fibularia nutriens H.L. Clark, 1909
- Fibularia ovulum Lamarck, 1816
- Fibularia plateia H.L. Clark, 1928
- Fibularia volva L. Agassiz, 1847

uitsluitend als fossiel bekend
- Fibularia abrardi Lambert, 1924 †
- Fibularia africana Checchia-Rispoli, 1929 †
- Fibularia alabamensis Cooke, 1959 †
- Fibularia barbadosensis Kier, 1966 †
- Fibularia cimex Lambert, 1938 †
- Fibularia cyrenaica Checchia-Rispoli, 1929 †
- Fibularia damensis Kier, 1972 †
- Fibularia dubarensis Kier, 1957 †
- Fibularia excavata H. L. Clark, 1945 †
- Fibularia farallonensis Cooke, 1961 †
- Fibularia gracilis (Tournquist, 1905) †
- Fibularia gregata Tate, 1885 †
- Fibularia jacksoni Hawkins, 1927 †
- Fibularia junior Lambert, 1928 †
- Fibularia kieri (Tandon & Srivastava, 1980) †
- Fibularia minuta Palmer, 1949 †
- Fibularia rhedeni Lambert & Jeannet, 1928 †
- Fibularia sadeki Lambert, 1932 †
- Fibularia sandalina Szörényi, 1953 †
- Fibularia scrobiculata Lambert, 1931 †
- Fibularia sulcata Lambert, 1928 †